# Ну що б, здавалося, слова
«Ну що б, здавалося, слова» — вірш Тараса Шевченка, написаний ним на засланні 1848 року на Косаралі. 

## Історія написання
Зберігся чистовий автограф вірша у «Малій книжці». Автограф не датовано. Датується за місцем автографа у «Малій книжці» серед творів 1848 роком та часом зимівлі Аральської описової експедиції 1848 — 1849 років на Косаралі, орієнтовно: кінець вересня — грудень 1848 року, Косарал. Висловлено міркування про те, що вірш написано влітку чи восени 1849 року. Підстави для цього припущення недостатні.
Найраніший відомий текст — чистовий автограф у «Малій книжці», до якої вірш переписано під № 13 у третьому зшитку за 1848 рік, орієнтовно наприкінці 1849-го чи на початку 1850 років (до арешту 23 квітня), з невідомого ранішого автографа. Згодом, найімовірніше, наприкінці перебування на засланні, в Новопетровському укріпленні, Шевченко у «Малій книжці» чорнилом іншого кольору перекреслив вірш. До «Більшої книжки» твір не перенесено.

## Публікація
Вперше надруковано за «Малою книжкою» з помилками у рядках 7 («Помолившись» замість «Похилившись») та 14 («Я вже думав спать лягать» замість «А я вже думав спать лягать») та деякими іншими, порівняно незначними відхиленнями (у рядку 6 «між люди» замість «меж люди», у рядку 13 «Червонолицяя» замість «Червонолицая», у рядку 41 «У сій неволі» замість «У цій неволі») у виданні: «Кобзарь Тараса Шевченка / Коштом Д. Е. Кожанчикова» (СПб., 1867, стор. 576 — 577). Зазначені відступи від автографа в рядках 6, 7, 41 припущено ще в рукописному оригіналі для складання цього «Кобзаря». Того ж року за «Кобзарем» 1867 року вірш передруковано у виданні: «Поезії Тараса Шевченка» (Львів, 1867, том 2, стор. 255 — 256).

## Сюжет
Зміст вірша — поетові роздуми й переживання, навіяні співом матроса шхуни «Константин» під час плавання по Аральському морю (як встановив Л. Н. Большаков, цей «земляк наш з Островної» — рядовий І. Д. Васильєв). Твір належить до дуже нечисленних поезій, у яких так чи інакше відбилися «морські» враження Шевченка періоду Аральської експедиції.